# رينات يونكر
رينات يونكر (بالألمانية: Renate Potgieter)‏ هي منافسة ألعاب القوى ألمانية، ولدت في 26 مارس 1938 في شبرمبرغ في ألمانيا.

## وصلات خارجية
- رينات يونكر على موقع أوليمبيديا (الإنجليزية)